# Lechia squamata
Lechia squamata är en spindelart som beskrevs av Zabka 1985. Lechia squamata ingår i släktet Lechia och familjen hoppspindlar. Inga underarter finns listade i Catalogue of Life.